# Porte des Bombes
La Porte des Bombes (Bieb il-Bombi in maltese, Porta delle Bombe in italiano) è una porta cittadina situata nella città di Floriana, sull'isola di Malta.
Eretta originariamente nel 1721 come porta avanzata all'interno della falsabraga delle Floriana Lines, fu successivamente ampliata con la costruzione di un secondo arco nel 1868. I bastioni ai lati della porta sono stati in seguito demoliti, dando alla porta l'aspetto attuale di un arco di trionfo.

## Storia

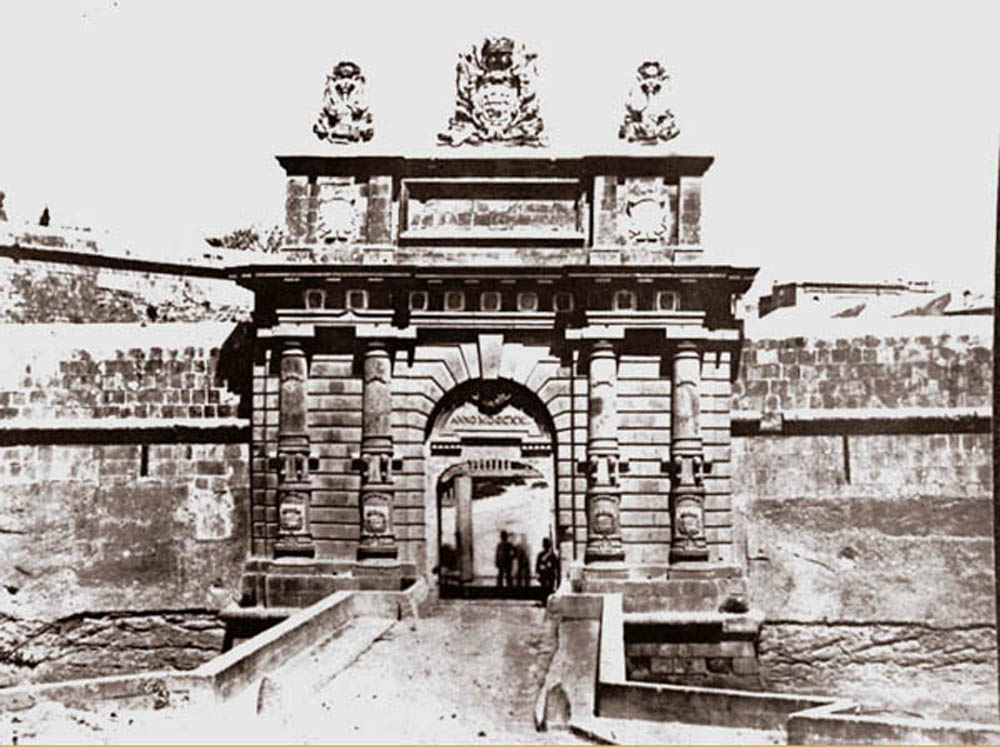
La configurazione originale della Porte des Bombes prima dell'ampliamento, in una foto del 1860

La costruzione delle Floriana Lines, previste come seconda cinta muraria di difesa della capitale La Valletta, iniziò nel 1636, ma i lavori procedettero a rilento e la linea fortificata fu completata solo all'inizio del XVIII secolo. La fortificazione era dotata di un ampio fronte bastionato, con postazioni esterne e una falsabraga di rinforzo. La Porte des Bombes fu costruita nel 1720-21 all'interno della falsabraga, su progetto dell'architetto francese Charles François de Mondion al costo di 6.000 scudi dell'epoca. La porta, progettata ed edificata con un solo arco, fungeva da ingresso esterno di Floriana e conduceva all'entrata principale della città, Porta Sant'Anna (ora non più presente). L'ingresso era originariamente protetta da una lunetta.
La Porta fu oggetto di una sortita da parte dei soldati napoleonici durante l'invasione francese di Malta nel giugno del 1798; gli scontri lasciarono diversi fori di proiettile impressi sulla facciata del monumento.
A metà del XIX secolo il governo britannico, ai tempi incaricato dell'amministrazione dell'isola, ampliò la porta aggiungendo un secondo arco per far fronte al traffico sempre più intenso, sia in entrata che in uscita, nell'area del Grand Harbour. L'allargamento del monumento fu progettato dal colonnello dei Royal Engineers E.W. Dunford, e costò complessivamente 900 sterline dell'epoca. Il secondo portale fu ufficialmente inaugurato il 17 agosto 1868.

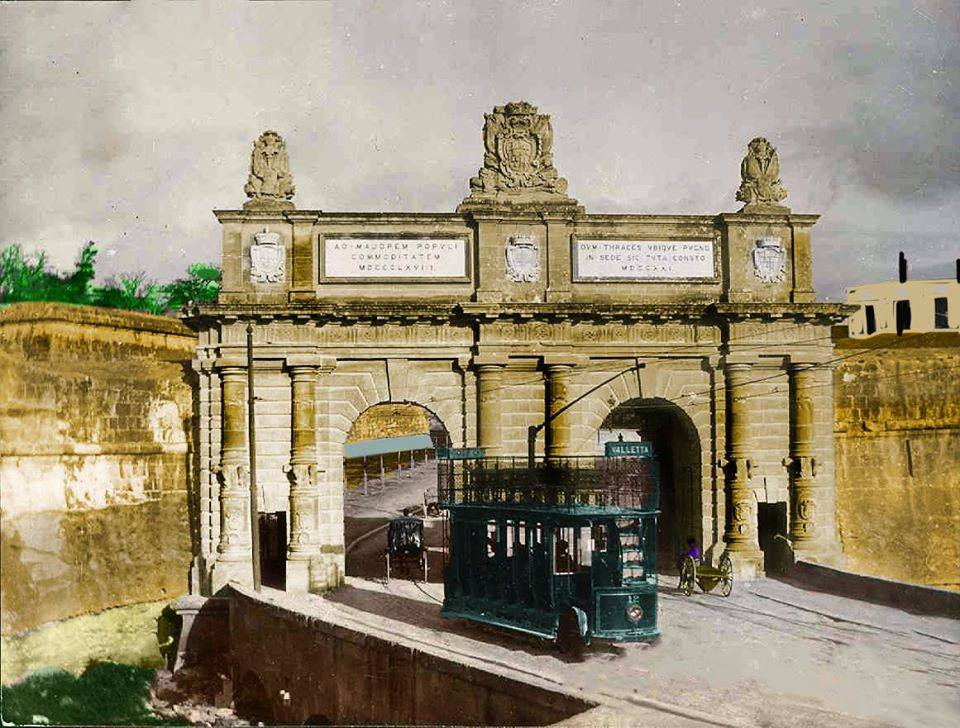
La Porta nel 1910. Si noti la presenza dei bastioni laterali, che saranno rimossi solo negli anni '30

All'inizio del XX secolo, alcuni ornamenti delle arcate furono rimossi per consentire il passaggio dei tram attraverso l'entrata. La lunetta esterna fu successivamente demolita per far posto a una nuova strada, mentre i bastioni ai lati della porta furono definitivamente abbattuti negli anni '30 per far fronte al crescente volume del traffico da e verso Floriana. Queste modifiche fecero sì che la porta venisse di fatto isolata dal resto delle Floriana Lines, rendendola nell'aspetto del tutto simile a un arco di trionfo.
La Porta è stata restaurata tra il settembre 2002 e il marzo 2003, per un costo di 55.000 lire maltesi del tempo; con l'occasione, è stato anche installato un sistema di illuminazione notturna. Il monumento viene occasionalmente aperto ai visitatori in specifiche occasioni.

## Architettura
Edificata in stile barocco, in origine la Porte des Bombes aveva un solo arco, con il secondo arco (quello a sinistra) aggiunto nel rifacimento del XIX secolo. Entrambi gli ingressi sono fiancheggiati da cannoni scolpiti a mo' di colonna, che hanno dato alla porta il suo nome originale (Porta dei Cannoni), ognuno dei quali reca in rilievo uno stemma. I quattro cannoni che facevano parte della porta originale recano le armi del Gran Maestro Ramon Perellos y Roccaful, mentre i due cannoni del secondo arco portano lo stemma reale del Regno Unito. La porta presenta una cornice sopra una fila di croci di Malta scolpite.
Al di sopra della cornice sono posti i tre stemmi dell'Ordine di San Giovanni, del Gran Maestro Perellos e del Regno Unito, oltre a due targhe di marmo con iscrizioni in latino. La targa sul lato destro della porta recita:
```
DVM THRACES VBIQUE PVGNO / IN SEDE SIC TVTA CONSTO / MDCCXXI
```

che tradotto significa: Mentre combatto i turchi in ogni luogo, resto sicuro al mio posto.
La targa sul lato sinistro riporta invece:
```
AD MAJOREM POPVLI / COMMODITATEM / MDCCCLXVIII
```

traducibile con Per una maggiore convenienza del popolo (riferendosi al migliore accesso alla città garantito dalla seconda entrata).

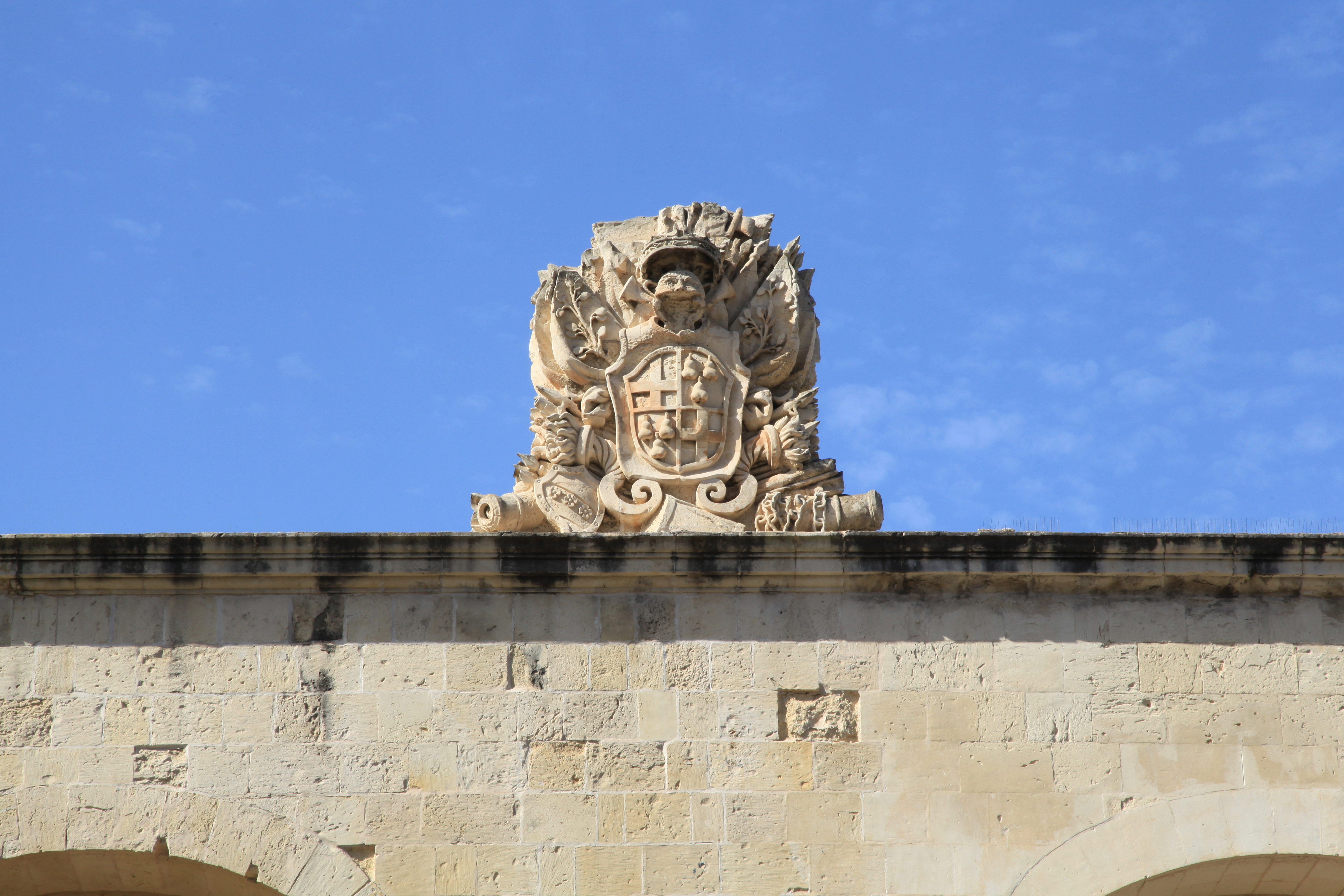
Stemma del Gran Maestro Ramon Perellos y Roccaful, visibile sulla sommità della porta

Tre trofei, di cui quello centrale con le armi di Perellos, sono posti nella parte superiore della porta. Facevano tutti parte della porta originale, ma sono stati riposizionati quando è stata ampliata.
Appena fuori dalla porta si trovano due pilastri su cui poggiano delle sfere di pietra a forma di grandi contenitori d'acqua con manici e beccuccio. Chiamate Bomblu in maltese, hanno dato alla porta il nome con cui è attualmente nota. La Porta è una delle uniche due porte di Malta che raffigurano pezzi d'artiglieria a grandezza naturale; l'altra è la Porta di Sant'Elena a Cospicua, eretta nel 1736.
La Porte des Bombes e il resto delle Floriana Lines sono state inserite nella Lista delle Antichità redatta dal governo maltese dal 1925. Attualmente è classificata come monumento nazionale di Grado 1 e figura nell'elenco dell'Inventario Nazionale dei Beni Culturali delle Isole Maltesi.

## Incidenti

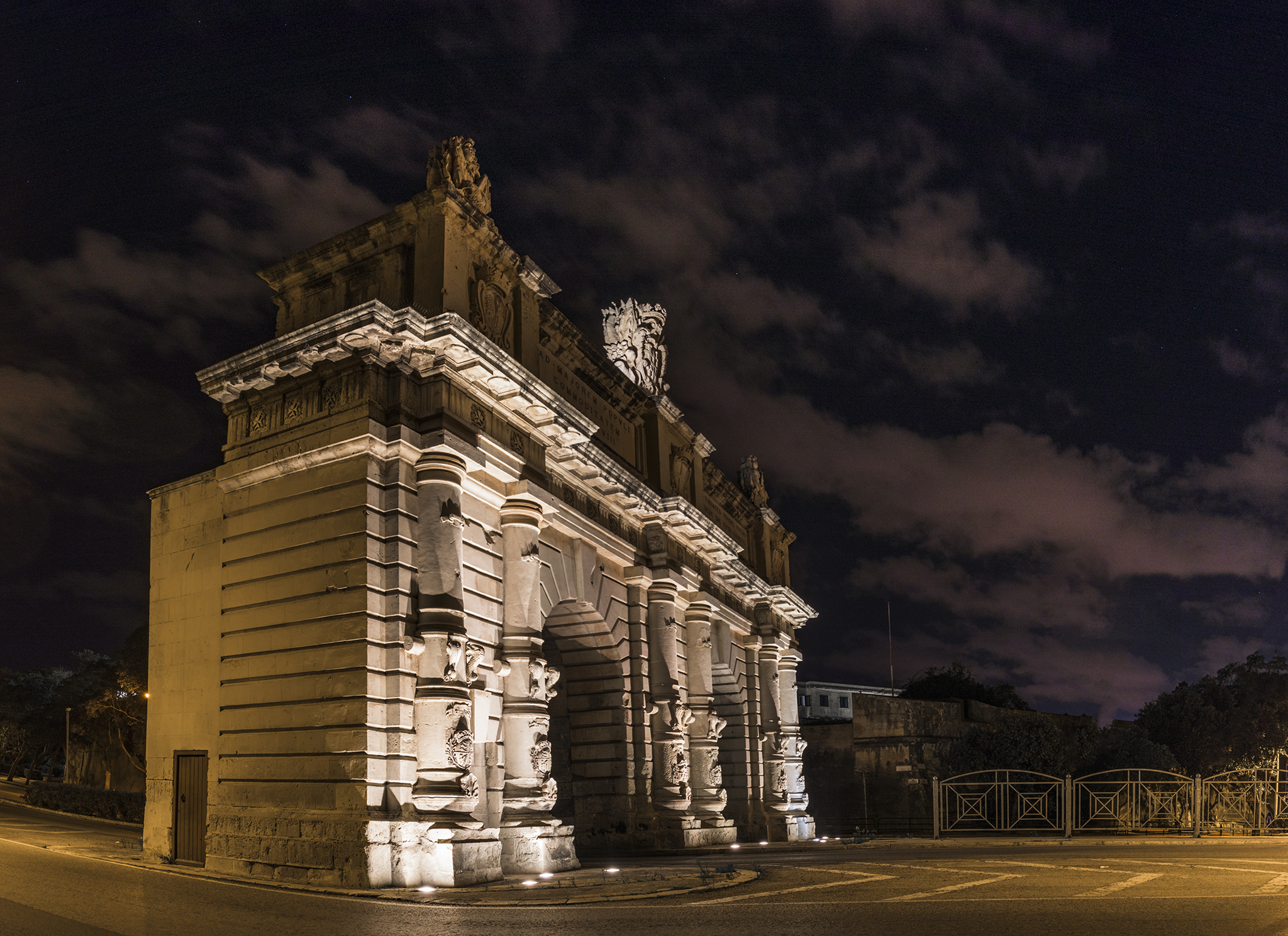
La Porta illuminata di sera

Il monumento è stato oggetto di atti vandalici nel maggio 2005, quando è stato imbrattato con chiazze di petrolio, ma il danno è stato riparato nel giro di un paio di giorni.
L'entrata della porta è considerata dalle forze dell'ordine maltesi un'area di pericolo per i veicoli in transito, a causa della ridotta visibilità. Il 24 ottobre 2012 l'arco è stato danneggiato da un autobus lo ha urtato e da altri due autobus che si sono poi schiantati contro il primo, ferendo in totale 22 passeggeri. La parte danneggiata della Porta è stata riparata pochi giorni dopo l'incidente.

## Riferimenti nella cultura di massa
La Porta compare in alcune scene del film 13 Hours: The Secret Soldiers of Benghazi del 2016.